# ロスカ・デ・レジェス

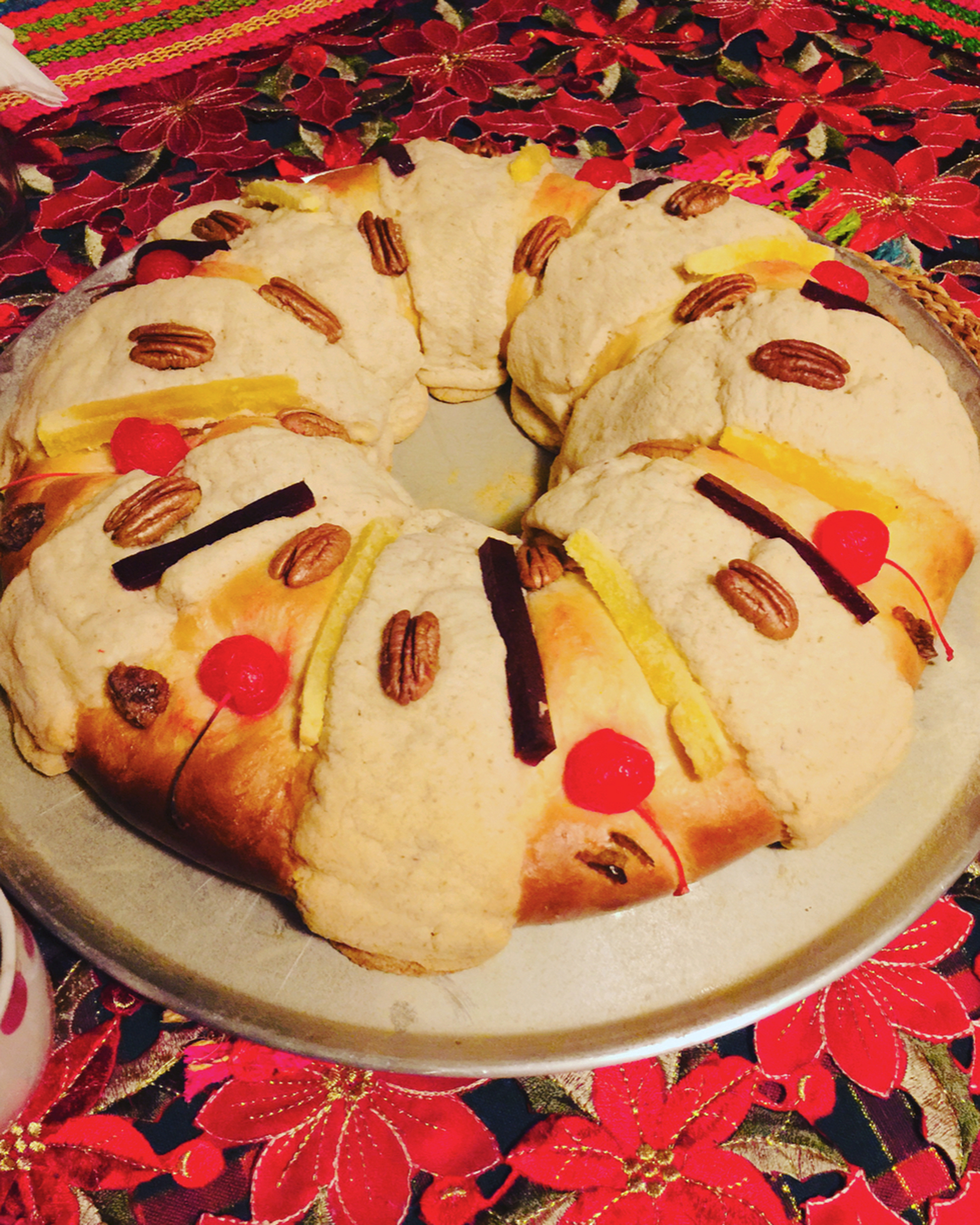
メキシコの家庭で作られたロスカ・デ・レジェスの例

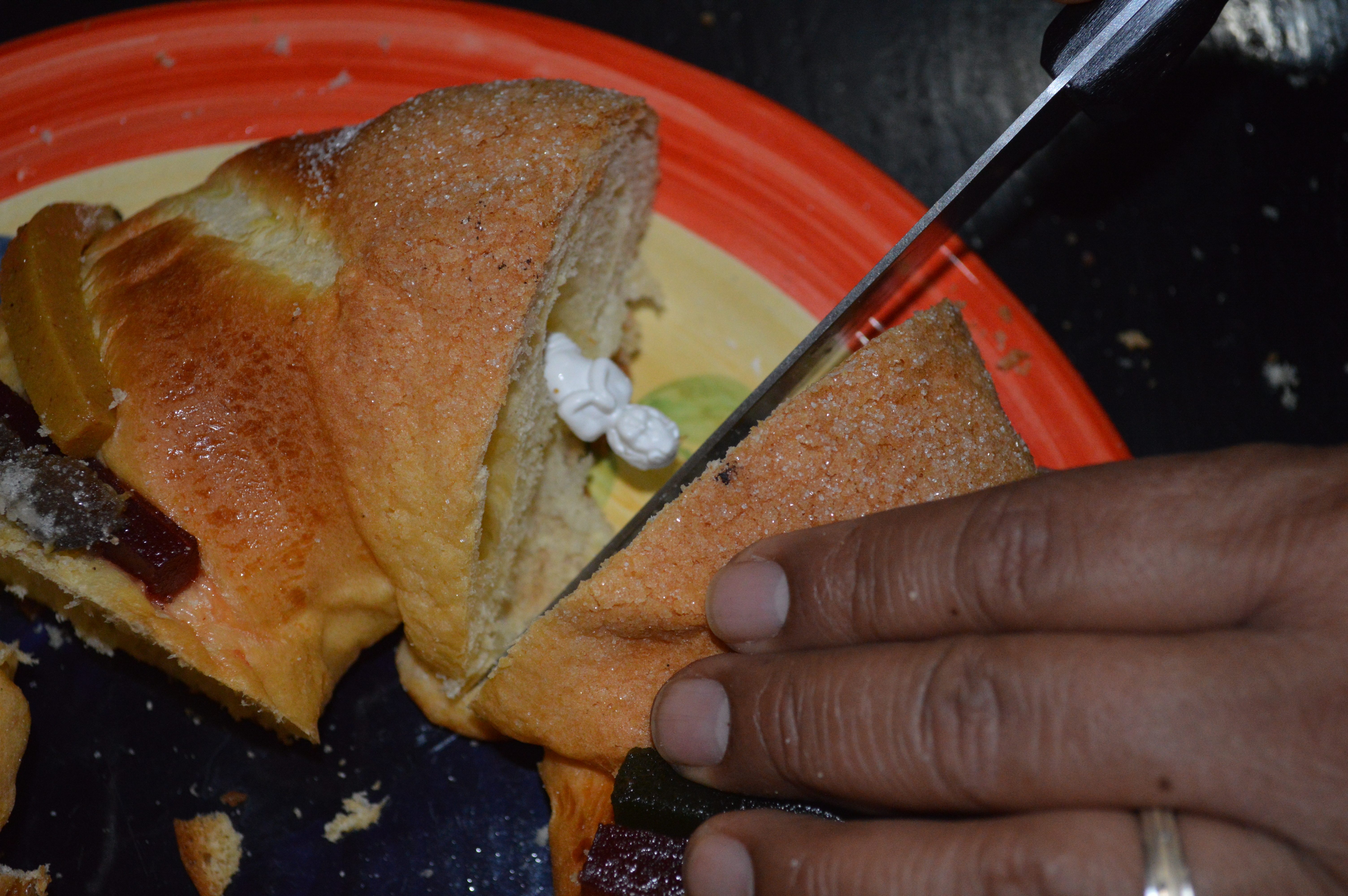
中にフェーヴが入っている。

ロスカ・デ・レジェス（スペイン語: Rosca de Reyes）はメキシコで食されているドーナツ状のパン、ケーキ。メキシコでは、1月6日の東方の三博士の日に食べられる。
ドライフルーツが乗せられており、しっとりとしている。メキシコではホットチョコレートと共に食べられている。
中にはフェーヴと呼ばれる陶器製やプラスチック製の人形が入っており、これを引き当てた人には幸運が訪れると言われている。また、引き当てた人は2月2日の聖燭祭でタマル (食品)を振る舞う風習もある。